# Linepithema oblongum
Linepithema oblongum é uma espécie de formiga do gênero Linepithema.